# Soitec
Soitec — французская компания, производитель полупроводниковых пластин по технологии кремний на изоляторе. Штаб-квартира находится в коммуне Бернен департамента Изер

## История
Компанию основали в 1992 году Андре-Жак Обертон-Эрве (André-Jacques Auberton-Hervé) и Жан-Мишель Ламюр (Jean-Michel Lamure), два инженера из лаборатории электроники и высоких технологий при Комиссариате по атомной и альтернативным видам энергии (CEA-Leti). Задачей компании была коммерциализация технологии Smart cut (нанесение тонкого слоя кремния на изолятор), разработанной в этой лаборатории в 1991 году. В 1997 году при поддержке японской компании Shin-Etsu Handotai началось промышленное производство пластин. В 1999 году компания провела размещение акций на бирже и открыла фабрику в Бернене, способную производить пластины диаметром до 200 мм. В 2002 году в Бернене была открыта вторая фабрика, выпускающая пластины до 300 мм. В 2003 году была поглощена компания Picogiga International. В 2008 году была открыта фабрика в Сингапуре производительностью до 1 млн пластин диаметром 300 мм в год.
В 2010 году компания вышла на рынки фотовольтаики и светодиодного освещения, но к 2015 году начала нести убытки и вынуждена была продать эти подразделения. В 2016 году долю в Soitec приобрела китайская компания National Silicon Industry Group. В октябре 2023 года в Бернене была открыта ещё одна фабрика, её специализация — пластины на основе карбида кремния.

## Собственники и руководство
Крупнейшими акционерами по состоянию на 2024 год были Bpifrance (11,46 %), Baillie Gifford (10,43 %), CEA Investissement (7,20 %), National Silicon Industry Group (5,84 %), ISALT (2,39 %).
- Кристоф Жегу (Christophe Gégout, род. 24 мая 1976 года) — председатель совета директоров. Ранее занимал различные посты в Комиссариате по атомной и альтернативным видам энергии (CEA).
- Пьер Барнабе (Pierre Barnabé, род. 1 октября 1970 года) — генеральный директор (CEO) с 2022 года, ранее работал в Atos.

## Деятельность
В 2022 году Soitec была крупнейшим в мире производителем пластин по технологии кремний на изоляторе; также выпускает пластины пьезоэлектрик на изоляторе, пластины из нитрида галлия и карбида кремния. Основными технологическими процессами компании являются Smart cut (нанесение тонкого слоя кремния на изолятор), smart stacking (наложение пластин) и эпитаксия. Продукция компании ориентирована на производителей мобильных телефонов, автомобильной и промышленной электроники и устройств интернета вещей, в частности, для изготовления радиочастотных модулей, мощных светодиодов и силовой электроники.
Производство пластин осуществляется на 4 фабриках — в Бернене (Франция), Хасселте (Бельгия), Шанхае (КНР) и Пасир-Рисе (Сингапур); основной научно-исследовательский центр находится в Гренобле.
Выручка компании за 2023/24 год составила 978 млн евро, её распределение по регионам: Азия — 63 %, Европа — 29 %, США — 8 %.